# Francesco Maria Sforza Pallavicino
Francesco Maria Sforza Pallavicino SJ (ur. 28 listopada 1607 w Rzymie, zm. 5 czerwca 1667 tamże) – włoski kardynał.

## Życiorys
Urodził się 28 listopada 1607 roku w Rzymie, jako syn Alessandra Pallaviciniego i Francesci Sforza. Studiował w Collegio Romano, gdzie uzyskał doktoraty z filozofii i teologii. Po przyjęciu święceń kapłańskich został referendarzem Trybunału Obojga Sygnatur, a w 1637 roku wstąpił do zakonu jezuitów. Następnie został wykładowcą i członkiem komisji mającej ocenić działalność Corneliusa Jansena (był jednym z nielicznych, który sprzeciwił się uznania tez jansenizmu za herezję). 9 kwietnia 1657 roku został kreowany kardynałem in pectore. Jego nominacja na kardynała diakona została ogłoszona 10 listopada 1659 roku i nadano mu kościół tytularny San Salvatore in Lauro. Był również członkiem inkwizycji rzymskiej. Zmarł 5 czerwca 1667 roku w Rzymie.

## Wybrana twórczość
- Francesco Maria Sforza Pallavicino: I fasti sacri. Lecce: Argo, 2015. ISBN 978-88-8234-130-5. Brak numerów stron w książce

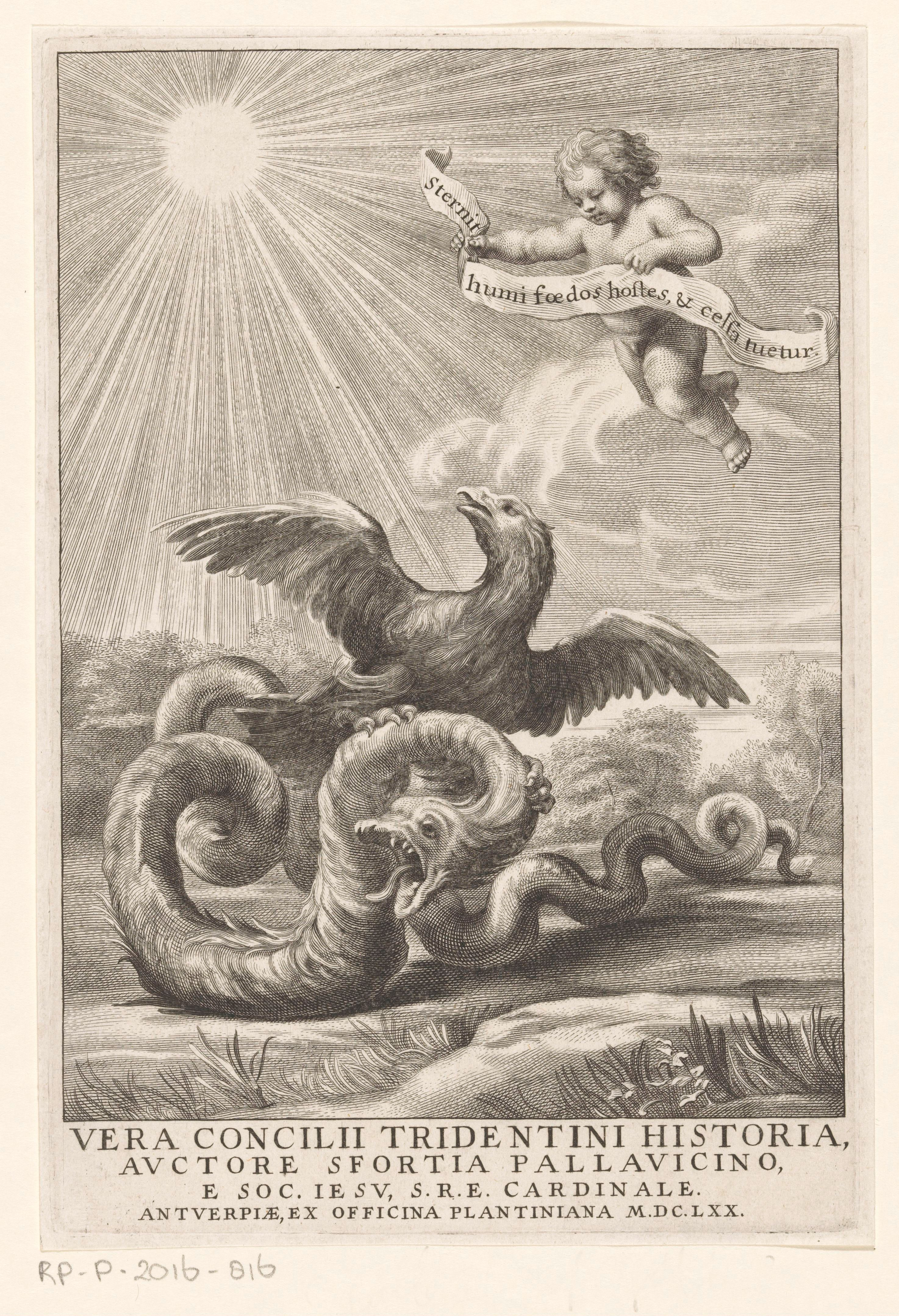
Francesco Maria Sforza Pallavicino. Vera concilii tridentini historia. Antwerpia: Officina Plantiniana, 1670.

- Francesco Maria Sforza Pallavicino: Ermenegildo martire. Rzym: per gli eredi del Corbelletti, 1644. Brak numerów stron w książce
- Francesco Maria Sforza Pallavicino: Del bene libri quattro. Rzym: per gli eredi del Corbelletti, 1644. Brak numerów stron w książce
- Francesco Maria Sforza Pallavicino: Considerazioni sopra l'arte dello stile e del dialogo. Rzym: per gli eredi del Corbelletti, 1646. Brak numerów stron w książce
- Francesco Maria Sforza Pallavicino: Vindicationes Societatis Jesu, quibus multorum accusationes in eius Institutum, leges, palestre, mores refelluntur. Rzym: typis Dominici Manelphi, 1649. (łac.). Brak numerów stron w książce
- Francesco Maria Sforza Pallavicino: Assertiones theologicæ, Rzym, 1649-1652.
- Francesco Maria Sforza Pallavicino: RP Sfortiæ Pallavicini... Disputationum in Iam IIæ d. Thomae Tomus I. Lyon: Sumpt. Philip. Borde, Laur. Arnaud & Cl. Rigaud, 1653. (łac.). Brak numerów stron w książce
- Francesco Maria Sforza Pallavicino: Istoria del Concilio di Trento, scritta dal P. Sforza Pallavicino, della Compagnia di Giesù ove insieme di rifiutasi con testimonianze auterevoli un Istoria falsa divolgata nello stesso argomento sotto il nome di Pietro Soave Polano. T. 1. Rzym: nella Stamperia d'Angelo Bernabò dal Verme Erede del Manelfi, 1656. Brak numerów stron w książce
- Francesco Maria Sforza Pallavicino: Istoria del Concilio di Trento, scritta dal P. Sforza Pallavicino, della Compagnia di Giesù ove insieme di rifiutasi con testimonianze auterevoli un Istoria falsa divolgata nello stesso argomento sotto il nome di Pietro Soave Polano. T. 2. Rzym: nella Stamperia d'Angelo Bernabò dal Verme Erede del Manelfi, 1657. Brak numerów stron w książce
- Francesco Maria Sforza Pallavicino: Avvertimenti grammaticali per chi scrive in lingua italiana, 1661.
- Francesco Maria Sforza Pallavicino: Arte della perfezione cristiana, divisa in tre libri. Rzym: ad instanza di Iacomo Antonio Celsi, libraro appresso al Collegio Romano, 1665. Brak numerów stron w książce
- Francesco Maria Sforza Pallavicino: Della vita di Alessandro VII, Prato, Nella Tipografia dei F.F. Giaccheti, 1839–1840, voll. 1-2.